# Kadanovci
Kadanovci is een plaats in de gemeente Pleternica in de Kroatische provincie Požega-Slavonië. De plaats telt 219 inwoners (2001).